# Перейра да Силва, Вевертон
Ве́вертон Пере́йра да Си́лва (порт.-браз. Weverton Pereira da Silva; род. 13 декабря 1987, Риу-Бранку) — бразильский футболист, вратарь клуба «Палмейрас» и сборной Бразилии.

## Карьера

### Клубная карьера
Воспитанник клуба «Ювентус» из своего родного города. В 19-летнем возрасте был замечен скаутами клуба «Коринтианс» и подписал с ним контракт, но в команде был только четвёртым вратарём. Несколько раз отдавался в аренду в клубы низших дивизионов, в том числе в составе «Оэсте» сыграл 15 матчей в чемпионате штата Сан-Паулу, а в составе «Америки» из Натала провёл 16 игр в Серии B.
В январе 2010 года вратарь покинул «Коринтианс» и подписал контракт с «Ботафого» из Рибейран-Прету, в его составе сыграл 22 матча в чемпионате штата. В мае того же года перешёл в «Португеза Деспортос», выступавшую в Серии В, и в сезоне 2011 вместе с командой стал победителем этого турнира, сыграв все 38 матчей. 20 мая 2012 года сыграл свой дебютный матч в Серии A в поединке против «Палмейраса».
31 мая 2012 года, после окончания двухлетнего контракта с «Португезой», перешёл в «Атлетико Паранаэнсе», также выступавший в Серии A. На протяжении нескольких сезонов является основным вратарём команды. В 2013 году стал финалистом Кубка Бразилии. Выступал в матчах Кубка Либертадорес и Южноамериканского кубка. В 2014 году стал капитаном своего клуба.
С 2018 года выступает за «Палмейрас» и в первый же год выиграл чемпионат Бразилии. В 2020 году помог своей команде стать чемпионом штата. В розыгрыше Кубка Либертадорес 2020 сыграл во всех 13 матчах своей команды и помог ей выиграть трофей.

### Карьера в сборной
Незадолго до старта футбольного турнира Олимпиады-2016 включён в состав олимпийской сборной Бразилии, заменив травмированного Фернандо Прасса. В финале против сборной Германии в послематчевой серии пенальти отразил удар Нильса Петерсена, позволивший Бразилии впервые в истории стать олимпийскими чемпионами в мужском футболе.

## Достижения
- Чемпион штата Сан-Паулу (1): 2020
- Чемпион штата Парана (1): 2016
- Чемпион Бразилии (1): 2018
- Чемпион Бразилии в Серии B (1): 2011
- Чемпион Кубка Бразилии (1): 2020
- Финалист Кубка Бразилии (1): 2013
- Финалист Примейра-лиги Бразилии (1): 2016
- Обладатель Кубка Либертадорес (2): 2020, 2021
- Олимпийский чемпион (1): 2016
- Финалист Кубка Америки (1): 2021